# A72 road
Die A72 road (englisch für Straße A72) ist eine 101 km lange, nicht als Primary route ausgewiesene Straße in Schottland, die Galashiels mit Hamilton (South Lanarkshire) verbindet.

## Verlauf

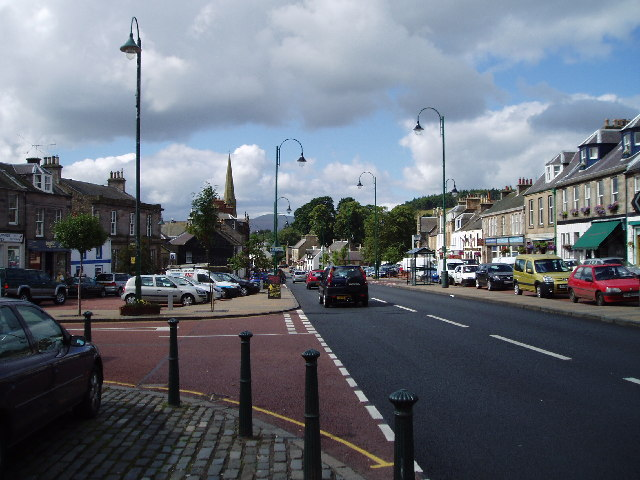
Hauptstraße in Biggar (Aufnahme 2005)

Die Straße zweigt in Galashiels nach Westen von der A7 ab, führt im Tal des Tweed über Innerleithen nach Peebles, wo die A703 nach Norden abzweigt, und weiter über Kirkurd, wo die A701 einmündet und kurz darauf die A721 abzweigt, nach Biggar. Dort verläuft sie ein Stück gemeinsam mit der als Primary route klassifizierten A702 road, trennt sich aber wieder von dieser und vereinigt sich nach ca. 13 km mit der A73, mit der sie nach Lanark führt. Sie verlässt Lanark südlich der A73, folgt dem River Clyde, kreuzt die A71 und den M74 bei dessen Ausfahrt junction 7 und endet in Hamilton (South Lanarkshire) an der A723.